# Gabrielle Duchêne
Gabrielle Duchêne (26 de febrero de 1870 - 3 de agosto de 1954) fue una feminista y pacifista francesa que militó activamente en la sección francesa de la Liga Internacional de Mujeres por la Paz y la Libertad (LIMPAL).

## Primeros años
Gabrielle Duchêne nació en París el 26 de febrero de 1870, dentro de una familia burguesa. Aunque se convirtió en socialista, era una mujer adinerada. Se interesó por la política con el caso Dreyfus: fue entonces cuando se involucró en el trabajo filantrópico.
En 1908 Gabrielle cofunda la Cooperativa de Ayuda Mutua (Entr´aide), una cooperativa de los fabricantes de lencería y artículos de moda. En los años siguientes luchó contra la explotación de trabajadoras del hogar en la industria de la confección, por mejoras salariales y de las condiciones de trabajo. También luchó por establecer una ley que estableciera un salario mínimo (que fue promulgada el 10 de julio de 1915), por la igualdad de salarios y por la expansión del sindicalismo a través de la educación de los obreros.

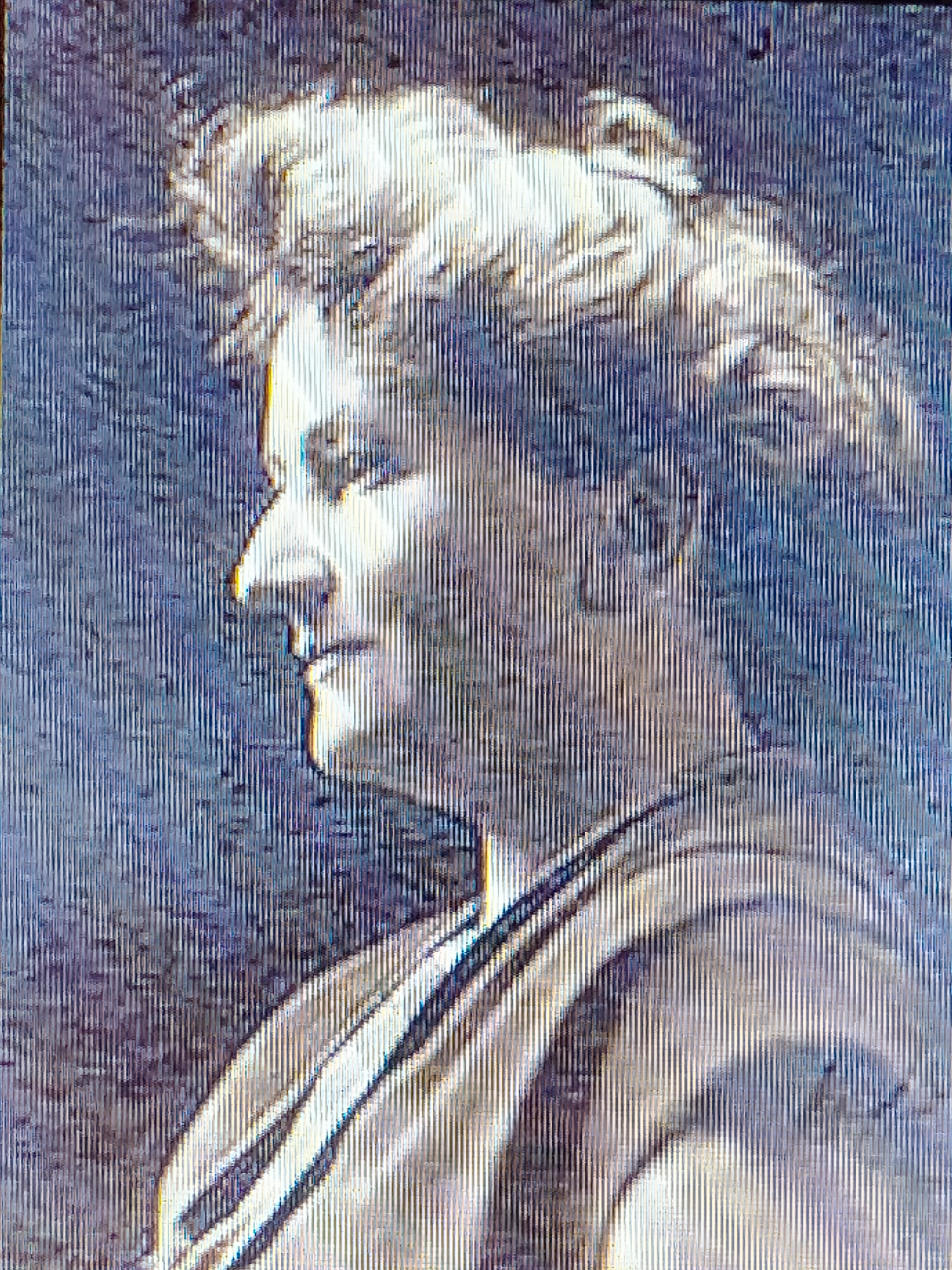
Fotografía de Gabriellle Duchêne

Duchêne fue una miembro destacable del consejo del sindicato de corte y confección. De 1913 a 1915 fue la presidenta de la sección de trabajo del Consejo Nacional de Mujeres Francesas (CNFF: Conseil National des femmes françaises). Fundó la sección francesa de trabajo doméstico (OFTD: Office français du Travail à domicile) en 1913. También fundó la sección francesa por los intereses de la mujer (OFIF: Office français des intérêts féminins). Duchêne trató de reconciliar y crear acuerdos entre la unión de feministas radicales con las feministas burguesas, que eran más moderadas políticamente.

## Primera Guerra Mundial
Durante la Primera Guerra Mundial (1914-18) Duchêne fundó el comité intersindical de acción contra la explotación de la mujer (CIACEF: Comité intersyndical d’action contre l’exploitation de la femme). Desde los inicios de la guerra ella perteneció a la importante minoría de pacifistas que rechazó aceptar la Union sacrée, un acuerdo por el cual la izquierda de Francia no organizaría huelgas ni llevaría a cabo cualquier acción que interfiriera con el esfuerzo de guerra del Estado francés.
En 1915 Gabrielle abandona el activismo sindical para centrarse en sus esfuerzos por la causa pacifista, aunque siempre mantiene su interés en la emancipación económica de la mujer. Ese mismo año fue invitada al congreso de la Haya, donde coincidirían pacifistas de varios países y donde nació la idea de crear una liga internacional de mujeres por el pacifismo y la libertad.
Fue presidenta de la sección francesa del Comité internacional de mujeres por la paz permanente (Comité international des femmes pour la paix permanente) fundado en 1915.
Durante la guerra continuó su acción a favor de la paz, sin preocuparse por su reputación o por el riesgo de ser juzgada. El Comité d'Action Suffragiste (CAS) fue creado en diciembre de 1917, dirigido por Jeanne Mélin, Marthe Bigot y Gabrielle Duchêne. El CAS organizó reuniones en las cuales trataron de captar a los obreros, mostrando películas y haciendo propaganda. También se movilizaron a favor del sufragio femenino; el CAS pretendía además organizar un referéndum para poner fin a la guerra.

## Últimos años
La Liga Internacional de Mujeres por la Paz y la Libertad (Ligue internationale des femmes pour la paix et la liberté) fue fundada en 1919. Gabrielle Duchêne creó su sección francesa y la dirigió hasta su muerte en 1954. Como ella misma reconoció, las miembros de la liga internacional de mujeres eran “mujeres de la clase privilegiada”. Hasta la Segunda Guerra Mundial (1939-45) Gabrielle estuvo muy involucrada en la Liga Internacional de Mujeres por la Paz y la Libertad (WILPF en inglés), tanto en Francia como internacionalmente.
No le fue concedido un pasaporte para poder atender a la conferencia de paz en Zúrich en 1919, pero ella junto a quince obreras mandó una carta al congreso que “deseaba lo mejor a las mujeres de otros países y aseguraba que estaban preparadas para trabajar más duro que nunca junto a ellas para preparar ¨la paz del mañana¨”
Gabrielle estaba entre los delegados de la WILPF que asistieron a la conferencia de paz de Versalles. Tras participar en la campaña para incluir a Rusia entre 1920 y 1923, fue creciendo progresivamente su afinidad con las rusas. También se asoció con organizaciones como la Liga contra la Opresión Imperialista y Colonialista y la Sociedad de Amigos de la URSS. Las ideas pacifistas de Duchêne en esta época están influenciadas por su experiencia con los soviéticos y han sido llamadas por algunos “pacifismo matizado”.
En febrero de 1927 participó en Bruselas en el congreso donde se fundó la Liga contra la opresión imperialista y colonialista. Bajo la guía de la Tercera Internacional, la liga trató de provocar luchas por la independencia en las colonias europeas. Realizó su primera visita a Rusia en octubre de 1927, a su regreso ella se declaró abiertamente miembro del partido comunista francés. Ella consideraba a Rusia como una “tierra de paz” y un lugar donde las mujeres estaban liberadas, mas no tenía un conocimiento profundo de la ideología comunista rusa.
Fue fundadora y secretaria general del Círculo de la Nueva Rusia (Cercle de la Russie Neuve), que pretendía ser independiente de Rusia y apolítico, pero cuyos escritos y discursos pacifistas contenían propaganda comunista. Esto causó tensiones en la sección francesa de la WILPF y en su comité ejecutivo internacional.
Gabrielle participó en la Conferencia General de Desarme en Frankfurt (1929) y en París (1932). En agosto de 1932 participó en el desarrollo del Congreso contra la Guerra Imperialista, y en la formación del Comité Mundial Contra la Guerra (Comité mondial contre la guerre). Durante el Congreso contra la Guerra y el Imperialismo en Ámsterdam, ella era una de las secretarias del Comité Mundial contra la Guerra y el Fascismo.
En 1934 Gabrielle Duchêne organizó la Asamblea Mundial de Mujeres, y presidió su comité mundial de mujeres contra la guerra y el fascismo (CMF: Comité mondial des femmes contre la guerre et le fascisme). El CMF fue formado durante un congreso en París en agosto de 1934. Cornelia Ramondt-Hirschmann, de Holanda, escribirá que la invitación no deja duda del carácter comunista de la propuesta. Aunque fueron invitados grupos e individuos de diversas ideologías, Duchêne proclamó que el congreso tenía un carácter de gran entusiasmo y que reunía “a las mujeres que habían estado separadas hasta entonces por la raza, la situación geográfica, la condición social, la formación intelectual, la religión, la ideología política y los intereses generales e individuales”.
Hubo esfuerzos por parte del gobierno para evitar el congreso, por tratarse de un congreso comunista. La WILPF apoyó este congreso, pero permaneció siendo una entidad separada del mismo.
Gabrielle también estuvo presente en la fundación de la Asamblea por la Paz en Bruselas en septiembre de 1936. La Segunda Guerra Mundial fue un periodo difícil para Duchêne, pero por suerte su domicilio no sufrió nunca una redada, y sus escritos permanecieron intactos. Gabrielle Duchêne murió el 3 de agosto de 1954 en Zúrich, Suiza, a la edad de 84 años.

## Obras
- Guerre (War, Krieg). Preface by Gabrielle Duchene (2 ed.)
- Geneva: Commission de la guerre scientifique et du désarmement de la Ligne internationale des femmes pour la paix et la liberté. 1935.